# Tiaa (esposa de Seti II)
Tiaa, també Tiya o Tiy, (tjꜥꜣ) va ser una reina egípcia de la XIX Dinastia. Era la tercera esposa del faraó Seti II, després de Takhat i Tausret.
| ti | O29V | B7 |

| ti | O29V | B7 |

Fragments del seu aixovar funerari sembla que es van trobar a la tomba de Siptah (KV47), donant la impressió que podria haver viscut al final de la dinastia XIX. Tanmateix, la tomba del rei està connectada amb l'enterrament de la reina Tiaa de la XVIII Dinastia. L'equip funerari de Tiaa es va barrejar amb l'enterrament de Siptah. Investigacions recents van demostrar que totes aquelles peces d'una reina Tiaa pertanyen a la reina de la XVIII Dinastia.
Alguns creuen que era siriana (Ḫurru). S'havia arribat a pensar que era la mare de Ramsès-Siptah (Siptah Merenptah), el següent faraó d'Egipte després de la mort del seu predecessor Seti II. Tanmateix, avui se sap que la mare de Siptah va ser una dona cananea anomenada Sutailja o Xoteraja gràcies a un relleu recentment descobert al museu del Louvre.